# تشيت كارمايكل
تشيت كارمايكل (بالإنجليزية: Chet Carmichael)‏ هو لاعب كرة قاعدة أمريكي، ولد في 9 يناير 1888 في مونسي في الولايات المتحدة، وتوفي في 22 أغسطس 1960 في روتشستر في الولايات المتحدة.

## وصلات خارجية
- تشيت كارمايكل على موقعبيزبول رفرنس.كوم (الدوري الرئيسي) (الإنجليزية)
- تشيت كارمايكل على موقعبيزبول رفرنس.كوم (الدوري الثانوي) (الإنجليزية)